# Drage (Nordfrisland)
 For alternative betydninger, se drage. (Se også artikler, som begynder med drage)
Drage er en landsby og kommune i det nordlige Tyskland under Kreis Nordfriesland i delstaten Slesvig-Holsten. Byen ligger fem kilometer øst for Frederiksstad ved Ejderen i landskabet Stabelholm.
Kommunen samarbejder på administrativt plan med andre kommuner i Nordsø-Trene kommunefællesskab (Amt Nordsee-Treene). Den grænser mod syd til Ditmarsken og mod øst til Slesvig-Flensborg Kreds.

## Historie
Stabelholm led i middelalderen meget under oversvømmelser, især efter 1338, og to marsksogne, Sankt Johannes syd for Svavsted og Dornebøl sydøst for Sønderhøft, skal være gået helt til grunde og befolkningen flyttet op på gest-randen henholdsvis i syd og nord. Derved skulle to byer, hvoraf den ene var Drage, være opstået.

## Galleri
- Stabelholmsk bondeklokke
- Bygning med elementer fra Saksergård og Slesvigsk gård
- Ejdersluse i Nordfeld